# Pod drzwiami (dramat)
Pod drzwiami (niem. Draußen vor der Türⓘ) – dramat niemieckiego pisarza Wolfganga Borcherta, napisany w niespełna 8 dni, na przełomie 1946 i 1947 roku. 13 lutego 1947 roku na antenie niemieckiej rozgłośni Nordwestdeutscher Rundfunk zadebiutowało słuchowisko pod tym samym tytułem, a sztuka miała swoją premierę 21 listopada 1947 roku w teatrze w Hamburgu. Obok kilku opowiadań, dramat pozostał głównym dziełem Borcherta, który zmarł dzień przed jego wystawieniem w wieku 26 lat.
Główny wątek fabularny przedstawia sylwetkę niemieckiego repatrianta Beckmanna, który po trzyletniej niewoli wojennej, nie jest już w stanie wrócić do normalnego życia. Podczas gdy żyje on wciąż doświadczeniami i wspomnieniami z okresu II wojny światowej, jego otoczenie od dawna wyparło obrazy z przeszłości. W kolejnych etapach poszukiwań własnego miejsca w powojennej rzeczywistości, Beckmann stawia pytania o moralność i odpowiedzialność, kierując je do wielu różnych osób, Boga czy nawet śmierci. Ostatecznie będzie on przez całą społeczność wykluczony, a jego dociekania nie odbijają się żadnym echem.
Zarówno audycja radiowa, jak i premiera sceniczna dramatu Pod drzwiami okazały się być wielkim sukcesem i przyniosły nieznanemu wcześniej autorowi wielką sławę w całych Niemczech. Wiele osób identyfikowało się z losem Beckmanna, a dramat stał się głosem dotychczas milczącej generacji młodych ludzi i był uważany za jedno z najważniejszych dzieł powojennej literatury niemieckiej. Mimo iż w późniejszych latach utwór był krytykowany z powodu błędów merytorycznych i formalnych, to pozostał on sztuką chętnie wystawianą i bardzo poczytną.

## Fabuła

### Czas i miejsce akcji, prolog

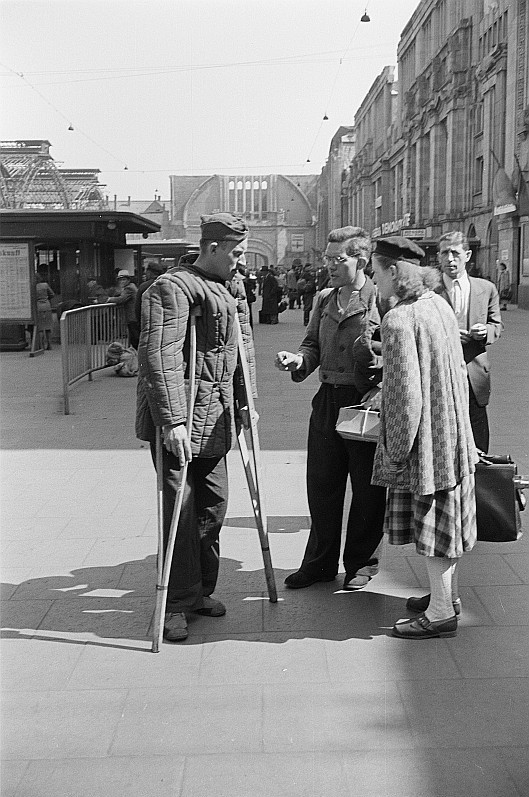
Zdjęcie niemieckiego repatrianta w rozmowie z Renate Rössing

Akcja dramatu rozgrywa się w czasie jednego wieczoru, 3 lata po bitwie pod Stalingradem. Miejscem akcji jest Hamburg, dokładnie dzielnica St.-Pauli-Landungsbrücken oraz przedmieścia Blankenese nad Łabą.
W prologu autor przedstawia sylwetkę protagonisty. Beckmann, określany tylko z nazwiska, jest byłym żołnierzem Wehrmachtu, który wrócił do ojczyzny po wojnie przeciwko ZSRR, spędzając 3 lata w niewoli na Syberii. Ma on wyraźne fizyczne deficyty, jedną rzepkę, kuleje, marznie i jest głodny. Posiada stary żołnierski płaszcz oraz nosi okulary od maski gazowej, przywiązane tasiemką, pozwalające mu lepiej wiedzieć, po tym jak zgubił swoją jedyną parę dużo wcześniej.

### Wstęp
Przedsiębiorca pogrzebowy obserwuje wraz ze starszym człowiekiem sylwetkę mężczyzny, stojącego na krawędzi pontonu i skaczącego do Łaby. Przedsiębiorca ten okazuje się być personifikacją śmierci. Jest dobrze odżywiony i w wyśmienitym humorze. Jego biznes ma się świetnie, jako że ludzie umierają nadzwyczaj często. Stary człowiek daje się poznać jako Bóg i ubolewa nad losem dzieci nieszczęsnego mężczyzny, którego on sam nie jest w stanie zmienić. Jako że ludzie przestali w niego wierzyć, śmierć stała się nowym bóstwem. Ta mówi mu żeby nie opłakiwał nieszczęśnika. Jest on jednym z wielu, których zgon nie robi jej żadnej różnicy.

### Sen
Beckmann unosi się na powierzchni Łaby. Skoczył do rzeki, by zakończyć życie. Ta ukazuje mu się jako stara, rezolutna kobieta. Wykorzystuje więc on sposobność i tłumaczy jej powód próby samobójczej. Wspomina o ciągłym głodzie, utykaniu oraz o kochanku żony. Łaba jednak nie chce przyjąć Beckmanna, jako że jego młody żywot jest dla niej zbyt mizerny. Najpierw musi on naprawdę żyć, zostać sponiewieranym, by wreszcie ostatecznie się wycofać. Gdy rzeczywiście będzie już u kresu, będzie mógł wrócić. Rzeka wyrzuca go mocnym prądem na brzeg przy Blankenese.

### Scena 1
Beckmann leży na plaży. Zbliża się do niego Jeden z nich i oświadcza mu, że jest tym, który zawsze będzie po jego stronie i któremu nigdy nie umknie. Określa siebie jako optymistę i potakiwacza, który wierzy w dobro i pobudza Beckamanna, gdy ten jest zrezygnowany. Beckmann jednak odrzuca afirmację życia nieznajomego. Wyjaśnia także dlaczego stracił swoje własne imię. Gdy po 3 latach wojny wrócił do domu, jego żona, którą zastał z innym mężczyzną, zwracała się do niego już tylko po nazwisku. Wspomina także swoje dziecko, które leży martwe pod zgliszczami i którego nie miał okazji nigdy zobaczyć.
Pojawia się młoda kobieta. Okazuje współczucie Beckmannowi, który wygląda na bardzo smutnego. Nazywa mokrego i marznącego mężczyznę rybą i zabiera do domu. Jeden z nich pozostaje sam i rozmyśla o naturze ludzi. Mają myśli samobójcze, ale spotkanie z kobietą wystarcza, by wróciła im chęć do życia.

### Scena 2
W mieszkaniu dziewczyna śmieje się z Beckmanna. Z założonymi okularami przypomina zmorę. Ściąga mu je z twarzy, czyniąc go bezbronnym, oraz daje kurtkę męża, który od 3 lat nie wrócił spod Stalingradu. Sam czuje się nieswojo w za dużym ubraniu obcego mężczyzny. Szybko daje się słyszeć odgłos idącego o kulach Jednonogiego, który woła Beckmanna, domagając się zwrotu kurtki i swojej żony. Ten szybko ucieka z domu.
Jeden z nich odwodzi Beckmanna od ponownego skoku do Łaby. Protagonista wyjaśnia mu, że w czasie wojny był podoficerem Jednonogiego, którego kalectwo wiąże z jego rozkazem trzymania szyku. Czuje się on także odpowiedzialny za śmierć 11 podkomendnych z grupy zwiadowczej. Nieznajomy proponuje Beckmannowi odwiedziny u byłego pułkownika i obarczenie go odpowiedzialnością.

### Scena 3
Pułkownik siedzi z rodziną przy kolacji. Jego żona i córka boją się Beckmanna, zięć natomiast manifestuje swoją wyższość. Protagonista opowiada pułkownikowi o śnie, który prześladuje go każdej nocy: Generał gra protezą ramienną na ksylofonie z ludzkich kości militarne marsze der Einzug der Gladiatoren i Alte Kameraden. Na głos muzyki podnoszą się z grobów niezmierzone zastępy żołnierzy. Generał powierza Beckmannowi armię martwych, którzy nawołują jego nazwisko, tak że ten krzyczy we śnie i się przebudza.
Beckmann domaga się od pułkownika przejęcia odpowiedzialności za 11 żołnierzy, których ten oddał mu niegdyś pod dowództwo. Dzięki temu ma on nadzieję na spokojny sen. Kiedy pułkownik daje do zrozumienia, że pojęcie odpowiedzialności jest dla niego jedynie abstrakcją, protagonista pyta ilu martwych odwiedza pułkownika we śnie, na co ten wybucha śmiechem, a całą scenę interpretuje jako występ komika. Radzi skąpo ubranemu Beckmannowi by ponownie został człowiekiem. Ten bierze chleb oraz butelkę rumu i opuszcza dom.

### Scena 4
Po spożyciu alkoholu Beckmann widzi świat jako cyrk i występuje w kabarecie z nadzieją zarobku na swoje utrzymanie. Deklamuje sarkastycznie przerobiony przebój z czasów wojny pt. Tapfere kleine Soldatenfrau. Jednak dyrektor kabaretu obawia się, że Beckmann mógłby odstraszyć publikę. Wystąpienie jest dla niego zbyt pogodne i spokojne, a także za bardzo dosadne i obrazowe. Na uwagę Beckmanna, iż ten pokazuje prawdę, dyrektor odpiera, iż prawda i sztuka nie mają ze sobą nic wspólnego. O samej prawdzie nikt już nie chce słyszeć. Przelewa to czarę goryczy i protagonista opuszcza lokal. Ponownie nosi się on z zamiarem skoku do Łaby, lecz Jeden z nich raz jeszcze go powstrzymuje i przypomina mu o jego rodzicach. Pełen nadziei udaje się więc w drogę powrotną do domu.

### Scena 5
Przed drzwiami domu rodziców Beckmann dostrzega tablicę z obcym nazwiskiem. Pani Kramer otwiera drzwi i informuje, że mieszkanie należy teraz do niej. Mówi mu także, że jego rodzice popełnili samobójstwo, gdyż ojciec był aktywnie działającym nazistą i z tej racji zabrano mu emeryturę wraz z domem. Dodaje także, iż targając się na swoje życie, oboje dokonali na sobie denazyfikacji. Sama pani Kramer żałuje zmarnowanego gazu, użytego przez rodziców Beckmanna. Protagonista mdleje i upada na schody przed drzwiami.
We śnie konfrontuje on ponownie bohaterów sztuki. Pyta Boga, kto właściwie nazwał go dobrym i kiedy podczas wojny tę dobroć okazał. Bóg się broni mówiąc, że ludzie się od niego odwrócili i odchodzi, narzekając na swe biedne dzieci. Śmierć manifestuje się jako zamiatacz ulicy i obiecuje Beckmannowi, że drzwi dla niego stoją otworem w każdym momencie. Jeden z nich próbuje wybudzić go ze snu. Pragnie przekonać Beckmanna, że ludzie są dobrzy i że nie powinien on zachowywać się nieuważnie w stosunku do śmierci. Jednak każda z postaci nieuchronnie prowadzi go w jednym kierunku. Pułkownik widzi w nim osobnika, któremu pisany był upadek. Dyrektor kabaretu dostrzega jego predyspozycje do ról tragicznych, jednak tych nikt już nie chce oglądać. Pani Kramer leży on na sercu, jednak uparcie pozostaje ona przy stwierdzeniu, że nie można opłakiwać wszystkich. Żona Beckmanna ma już innego mężczyznę i nie poznaje byłego męża.
Ostatecznie pojawia się dziewczyna, która szukała go od momentu pierwszego spotkania. Pragnie pozostać z nim na stałe. Jednak chwilę później pojawia się Jednonogi. Skoczył do Łaby po tym jak zastał go nieoczekiwanie u swojej żony. Domaga się od Beckmanna, by ten nie zapomniał tego „morderstwa”. Wreszcie sam Beckmann budzi się ze snu. Będąc w samotności ostatni raz wraca myślami do jego powrotu do domu i ubolewa, że każdego dnia ludzie mordują i są mordowani. Pyta o sens życia i o powód do dalszej egzystencji. Oczekując odpowiedzi, nawołuje Boga i Jednego z nich. Obaj jednak milczą. Beckmann wykrzykuje zrozpaczony i prawdopodobnie kończy swoje życie w Łabie.

## Język i forma
Dramat jest inicjowany na kilka sposobów. Z prologiem łączy się część wprowadzająca oraz sen. Nie ma jednak korespondującego z nimi epilogu, przez co budowa dramatu nie jest wyważona. Według Bernda Balzera, czytelnik ma za zadanie samemu dopowiedzieć zakończenie. Pięciu scenom o niejednolitej długości towarzyszy otwarta kompozycja dramatu, skonstruowanego na zasadzie stacji, w którym luźna konstelacja ukazuje figury poboczne, które wpływając na głównego protagonistę, przyczyniają się do jego rozwoju. Ta forma dramatu była charakterystyczna dla epoki ekspresjonizmu, do której Borchert nawiązywał przez użycie różnych środków stylistycznych. Charakterystyczne są typowe sylwetki jak dziewczyna czy pułkownik, ciągłe przejścia między rzeczywistością i iluzją, czy też skondensowany, powtarzający się i ekspresyjny język. Jednak na ile świadomie autor używał tych konwencji nie jest do końca jasne. W liście sprzed 1940 roku pisał: Jestem ekspresjonistą – bardziej z wewnętrznej predyspozycji i urodzenia, niż w samej formie.
Stosunkowo krótki utwór jest zdominowany przez Beckmanna, który ciągle wygłasza monologi, za pomocą których kończy też całą sztukę. Jego słowa stanowią 60% długości utworu, podczas gdy jego antagoniście Jednemu z nich przypada około 8% tekstu. Poprzez użycie języka potocznego Beckmann jest ukazany jako przeciętna jednostka – jeden z nich. Sposób wyrażania innych figur sprawia też, iż nabierają one plastycznych konturów. Pani Kramer jest z jej zwykłym zasobem słownictwa określana jako małomieszczańska, natomiast Łaba przybiera rysy szorstkiej i silnej kobiety.
Różne elementy strukturalne służą jako motywy przewodnie. Sny Beckmanna i momenty fikcyjne przenikają nieustannie rzeczywistość akcji. Zamykające się drzwi kończą każdą stację poszukiwań protagonisty, po których ląduje on na zewnątrz. Okulary gazowe prokurują reakcje odrzucające i są symbolem tego, iż spojrzenie na świat Beckmanna wciąż jest uwarunkowane wydarzeniami wojennymi. Kolejnym elementem kluczowym są zdania pytające w sztuce. Pytania bohatera do różnych adresatów pozostają w dużej mierze bez odpowiedzi, co jest wzmocnione w momencie nadejścia finału słowami: Nikt nie odpowie? Nikt? Nikt nie da odpowiedzi?
W kontekście językowym Borchert posługuje się stylem staccato zawsze wtedy, gdy chce wytworzyć napięcie i emocje. Staccato jest przywoływane za pomocą elips, samowolnej interpunkcji oraz zastosowaniu spójników oraz przymiotników na początku zdania. W podobnym tonie swoją rolę spełnia powtórzenie, które podkreśla nagłość słowa mówionego i które w niektórych momentach osiąga przesadne rozmiary.
W dialogu Beckmanna z pułkownikiem ów środek stylistyczny przechodzi w skromny żargon wojskowy. Język, inspirowany wcześniejszymi pracami lirycznymi autora, jest skomponowany rytmicznie, co widać w momencie snu Beckmanna, gdy zastępy umarłych wspierane są rytmiczną zgodnością tonów. Język Borcherta cechuje się także nietypowym zastosowaniem przydawek, złożeń oraz neologizmów. I tak przemoczony Beckmann jest dla dziewczyny człowiekiem rybą, stary człowiek dobrym bogiem z bajki, a zamiatacz ulic, przez pasma na spodniach, generalskim sprzątaczem.
Pomimo tragicznej tematyki Pod drzwiami zawiera liczne komiczne elementy. Kanadyjski germanista Erwin Warkentin widział w Beckmannie z jego okularami gazowymi groteskowo przesadzoną wersję repatrianta, aniżeli realistyczną postać. Jego bezwzględna rebelia klasyfikuje jego osobę, jak i boginię z Łaby jako figury komiczne. W przypadku bezradnego Boga, jak i sytej śmierci zwykłe cechy obu postaci są w sposób absurdalny obrócone w przeciwieństwa. Dyrektor kabaretu, pułkownik oraz Bóg służą Borchertowi jako środki komiczne, zwrócone przeciwko społeczeństwu, wojsku oraz religii. W wielu miejscach dramatu naprzeciw siebie stoją rzeczywistość i świat fantazji. Świat Beckmanna koresponduje z ciągle wywracanym na głowę światem fikcji, choćby w momencie gdy Łaba objawia mu się nie jako romantyczna Ofelia, ale jako rodzaj tworu, który ma zapach oleju i ryby. Także językowo Borchert obraca się w kręgach komedii i stosuje gry słowne, wyolbrzymienia, eufemizmy, ironię i sarkazm. Według Warkentina celem komicznych elementów jest przekazywanie prawd, których działanie autor uzyskuje nie na bezpośredniej drodze tragedii, ale pośredniej drodze komedii. Dla Karla S. Guthke dramat ten staje się tragikomedią, w której śmiech z ludzkiego nieszczęścia go nie bagatelizuje, ale wręcz potęguje.

## Interpretacja

### Rzeczywistość, alegoria i sen

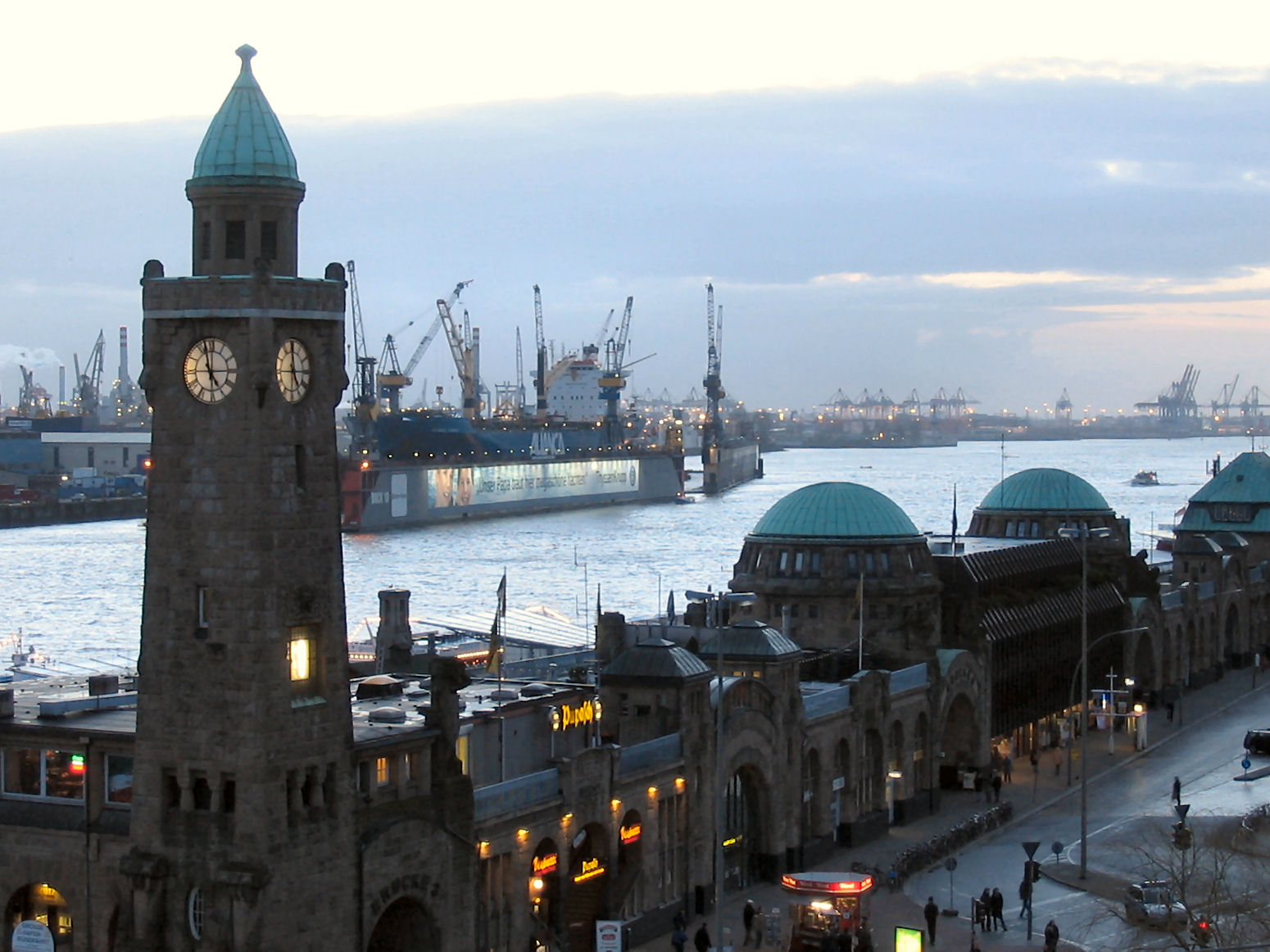
Miejsce akcji dramatu: Hamburg, dzielnica St.-Pauli-Landungsbrücken

W przeciwieństwie do współczesnego odbioru dramatu, gdzie na pierwszy plan wysuwa się interpretacja wiernego, zamierzonego i naturalnego odzwierciedlenia rzeczywistości przez Borcherta, szkocki germanista Gordon J. A. Burgess widział w Pod drzwiami mieszankę realności, alegorii oraz snu, które razem tworzą zamierzony efekt, poprzez wzajemne oddziaływanie na poszczególne płaszczyzny rzeczywistości. Miejsce i czas akcji wskazują na świat rzeczywisty, także sam Beckmann, jak i inne figury, są pod wpływem prawdziwych zdarzeń, z wszystkimi nieprzyjemnymi dla nich konsekwencjami. Jednak już same nazwiska nie reprezentują poszczególnych osób, ale symbolizują określone typy. Beckmann jest wyraźnie przedstawiony jako jeden z nich, przedsiębiorca pogrzebowy jest alegorycznym wcieleniem śmierci, a stary człowiek odpowiada obrazowi Boga.
Po wstępie i surrealistycznym śnie Beckmanna, kolejne 5 scen zdaje się być zakotwiczonych w rzeczywistości, czego przykładem mogą być prawdziwe opisy konkretnych miejsc. Jednak bieg realności zaciera się, kiedy Borchert zdaje relację z koszmarnego snu pułkownika lub w momencie pojawienia się fikcyjnych sylwetek jak Jednonogi czy Jeden z nich. Podczas gdy ten pierwszy jest dla Beckmanna uosobieniem przeszłości i jego odpowiedzialności, drugi stanowi jedną z najbardziej zagadkowych figur niemieckiego dramatu nowoczesności. Ten nie śni się protagoniście – jak choćby Łaba – ale nie jest on także częścią rzeczywistości. Burgess nie widział w nim wyłącznie nieświadomej części osobowości Beckmanna czy jego Alter ego, argumentując, że ten przygląda się także bohaterowi z boku, niczym nieznajomy, który nie wie o nim wielu rzeczy. Reprezentuje on zamiast tego ludzką, uniwersalną postawę, która manifestuje się poprzez afirmację życia i wypierające odrzucanie problemów. Dla Beckmanna jest on bliźnim, wskazującym na specyficzny los bohatera.
Z rozmiarem około 2/3 długości sceny 5, drugi sen Beckmanna stawowi punkt kulminacyjny dramatu. Tu łączą się wszystkie trzy płaszczyzny rzeczywistości, a także raz jeszcze pojawiają się wszystkie figury sztuki. Podczas gdy Beckmann początkowo tęskni za śmiercią, wszystko ulega zmianie po pojawieniu się dziewczyny. W przeciwieństwie do wszystkich dotychczasowych doświadczeń, nie zostaje on przez nią odrzucony, lecz po raz pierwszy zaakceptowany. Jednak ona sama jest częścią przeszłości protagonisty, nie brała udziału w jego rozwoju i nie może przez to zaoferować mu wspólnej przyszłości. Na jej miejsce wkracza Jednonogi, który staje się odbiciem jego własnego losu. Samobójstwem demonstruje on możliwość wyboru, ale jednocześnie wskazuje Beckmannowi na bezsensowność śmierci. Przez to zdarzenie protagonista uwalnia się po części z tęsknoty za śmiercią i stawia pierwszy krok w kierunku woli życia. Jeden z nich, który na pesymizm Beckmanna zawsze odpowiadał optymizmem, nie pojawia się na samym końcu. Protagonista sam rozwinął się wewnętrznie i w przyszłości nie będzie już go potrzebował. Tym sposobem zakończenie dramatu pozostaje sprawą otwartą i to od samego Beckmanna zależy, jak podejdzie on do zmagań z rzeczywistością.

### Przyporządkowanie dramatu
Pod drzwiami było postrzegane w wielu recenzjach jako donośny głos autora, reprezentujący także całą generację. Potwierdza to stanowisko Bernarda Meyera-Marwitza, który w dziełach zebranych Borcherta stwierdza: Ta sztuka paliła się w żarze ziemskiego piekła i jest czymś więcej niż tylko literackim zjawiskiem. W niej skupione są głosy milionów, żywych bądź martwych, z dnia wczorajszego, dzisiejszego i jutrzejszego, stające się zarazem oskarżeniem i przestrogą. Cierpienia milionów przechodzą w krzyk. Tym jest sztuka Borcherta: Krzykiem! Tylko tak może być rozumiana i oceniana.
Inne głosy jednak stoją w opozycji do tego stanowiska. Biograf Borcherta Claus B. Schröder uważał, że dramat jest skomponowany bardziej świadomie i trzeźwo, zbliżając się do metafory krzyku. Odsyła on do sceny między Beckmannem a dyrektorem kabaretu, w której ten wspomina o krzyku serca młodości, który staje się u niego tanim trikiem.
Fritz Martini widział w dziele jedyny niemiecki dramat wczesnego okresu powojennego, który trafił w język oraz istotę tamtych czasów. W środku zdarzeń stoi Beckmann jako człowiek osamotniony i odrzucony przez Boga i społeczeństwo. Inne figury służą mu tylko jako odbicie jego własnej duszy i nie dochodzi do żadnego prawdziwego dialogu między nim a resztą. Dramat przechodzi tutaj w monodramat, monolog oraz w ciągle powracający krzyk. W miejsce dramatycznej akcji wchodzi odseparowanie Beckmanna od świata oraz rozłam jego własnego ja. Sztuka jednak nie ma swojego finału w oczyszczającej śmierci, w katharsis klasycznej tragedii. Beckmann stoi na końcu dokładnie tam, gdzie był na początku, będąc jedynie bardziej zrozpaczonym. Zakończenie pozostaje kwestią otwartą, jednak nie podąża ono w kierunku wybawienia, ale jak u Becketta w stronę nicości. Theo Elm twierdził, że Pod drzwiami wpisuje się w tradycję poetyki współczucia Lessinga, Büchnera i Hauptmanna, gdzie na pierwszy plan nie wysuwają się idee i zwykłe myśli, ale litość i solidarność publiki z bohaterami.
Dla Franza Norberta Mennemeiera budowa dramatu przypominała średniowieczne misterium. Człowiek stoi między niebem a królestwem umarłych, a samo życie stało się piekłem. Jednak w przeciwieństwie do tego gatunku, w dramacie nie są sądzeni ludzie, lecz tylko Beckmannm, który będąc trapiony wyrzutami sumienia, raz jest oskarżonym a raz oskarżycielem. Jego skarga ma cechy uczuciowego, wstrząsającego i moralnie zmotywowanego protestu, typowego dla minionej epoki ekspresjonizmu. Idealizm Beckmanna wali się jednak gruzach, przez co dramat rysuje ekspresjonistyczny postęp aż do momentu wystąpienia kompletnej rezygnacji. W monologu końcowym Beckmann zwraca się do publiczności, a w chwili oburzenia obarcza ją odpowiedzialnością za swój los. Struktura sztuki podąża za wzorem dramatu psychologicznego. Początek sceniczny staje się projekcją wewnętrznej egzystencji protagonisty, przez co sztuka traci trochę na swej realności. Konkretne polityczne oraz społeczne aspekty nie są w dużej mierze uwzględnione. Jednak to nie te czynniki są w dramacie powodem osobistej katastrofy, lecz ludzka obojętność. Dla Borcherta w samym centrum stoi indywidualny los jednostki, który jednak jest także reprezentacją obrazu całej generacji.

### Beckmann jako zwykły niemiecki obywatel

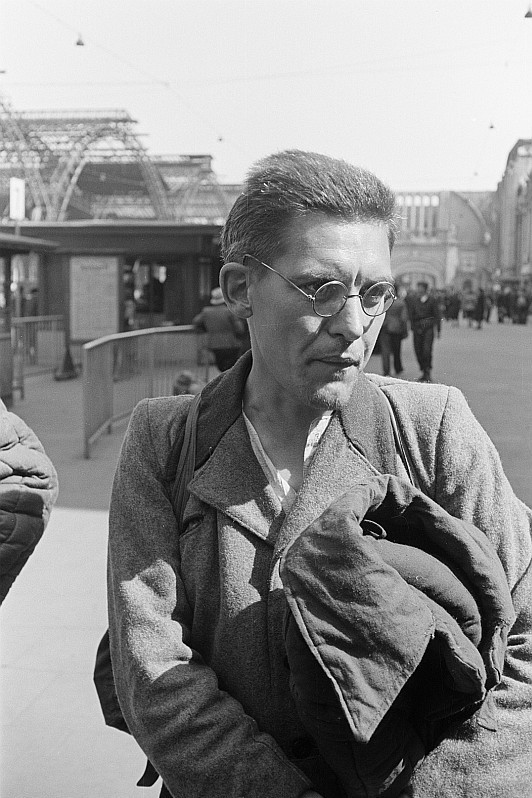
Sylwetka niemieckiego repatrianta, Lipsk 1950 rok

Według Petera Rühmkorfa, Borchert nadał własnemu wizerunkowi, reprezentowanemu przez Beckmanna, tyle uniwersalnych i aktualnych cech z tamtych czasów, iż wielu obywateli widziało w bohaterze ich własne odbicie. Protagonista sztuki jest przedstawiony jako antybohater i odpowiada dokładnie nastawieniu ówczesnej generacji, zmęczonej mitami i bohaterskimi postawami. Krótko po wojnie wielu ludzi w Niemczech widziało się jako ofiary na krawędzi społeczeństwa i łatwo identyfikowało się z sylwetką Beckmanna. To, że na każdą odpowiedź reaguje on zawsze zadawaniem kolejnych pytań, jest według Rühmkorfa zgodne ze stanem wewnętrznym całej młodej generacji tuż po wojnie.
Jan Philipp Reemtsma tłumaczył identyfikację z Beckmannem także formą odczuwania własnej winy. Bohater dąży do tego by pozbyć się odpowiedzialności. Nie pyta on, czy mógł zachować się inaczej, ale odrzuca własną winę. Dramat ukazuje go jako ofiarę, mimo iż za sprawą wojny stał się także sprawcą, co jednak ten bagatelizuje, mówiąc, iż wykonywał jedynie rozkazy. Do tego dramat widocznie zawęża spojrzenie na wojnę. Mowa jest o: niemieckich poległych, niemieckich ofiarach, niemieckich wdowach i sierotach. Jedynie w stosunku do nich Beckmann czuje się odpowiedzialny. W rozmowie z panią Kramer w szczególności rzuca się w oczy wyparcie holokaustu. Tekst pozostaje niejasny w stosunku do zarzutów antysemityzmu wysuwanych w kierunku ojca Beckmanna. I tak w jego osobie łączą się obrazy mordercy, oportunisty i ofiary. To właśnie gaz staje się sposobem na jego samobójstwo, przy czym narzekanie pani Kramer na jego marnotrawienie wskazuje na chodliwy cynizm powojenny, nakierowany na obozy zagłady, którego Borchert używa niejako na opak. Skarga Beckmanna o tym, iż 6 milionów martwych może jutro leżeć w masowych grobach, wskazuje na rzeczywistość holokaustu i jego przyszłą realizację. Wojna Beckmanna staje się jednak wojną dowolną i oddala się od realiów II wojny światowej i narodowego socjalizmu. Podsumowując, Reemtsma stwierdził: „Pod drzwiami” dostarcza zbioru formuł i obrazów, za pomocą których niemiecka publiczność mogła zrzec się własnej przeszłości, bez konieczności stawiania pytania o winę i odpowiedzialność, nie mówiąc już o konieczności udzielania odpowiedzi.

### Autobiograficzne elementy

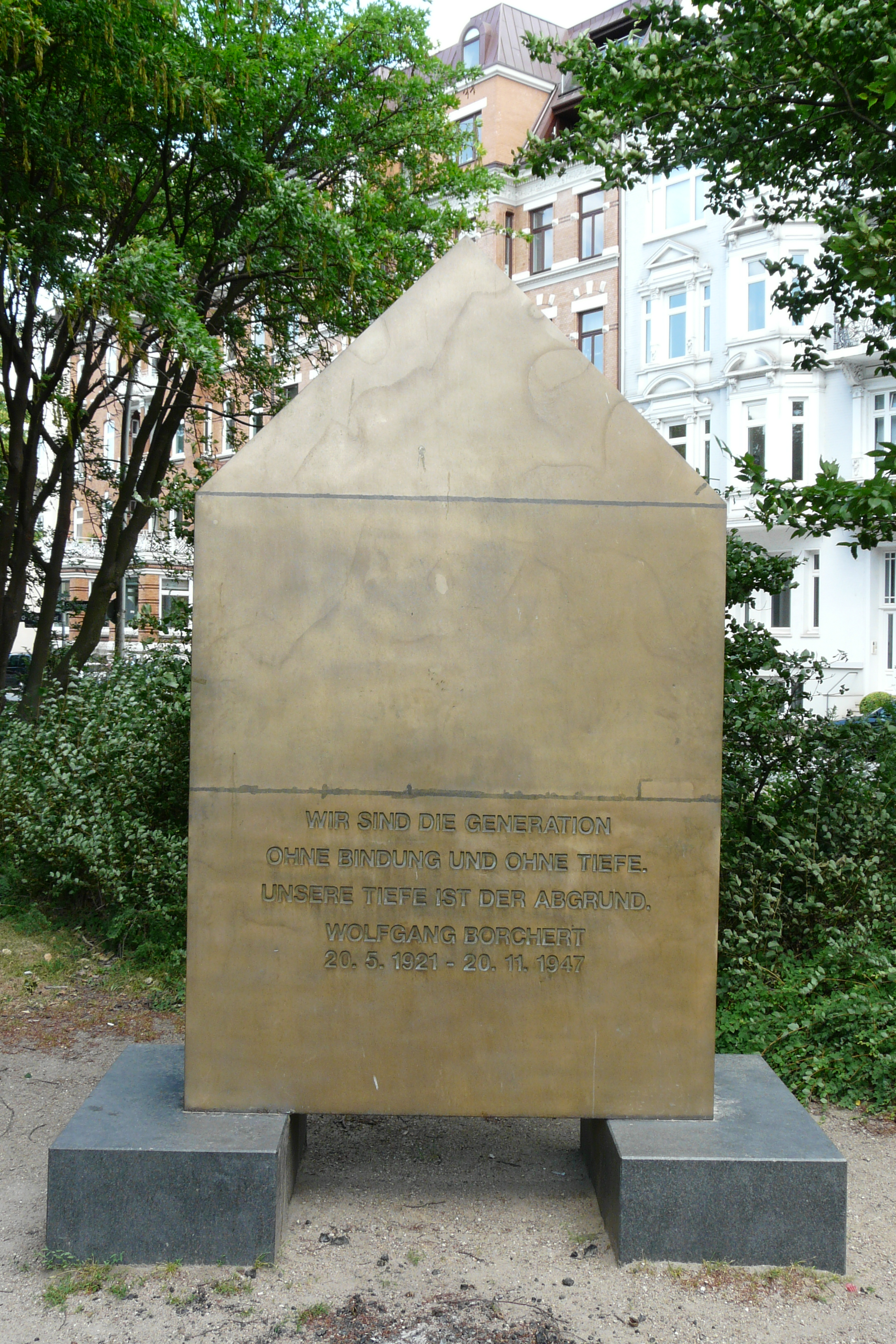
Pomnik Wolfganga Borcherta w Hamburgu

Według Rühmkorfa poprzez zbiegnięcie się nagłej śmierci Borcherta z premierą sztuki Pod drzwiami, płaszczyzny jego życia oraz zdarzenia sceniczne zostały ze zdwojoną siłą przyrównane do siebie, co uczyniło z autora obiekt mitu, który przyćmił po części krytyczną analizę. Sam Rühmkorf badał w swojej biografii związki z dziełami autora. Widział on już w młodym Borchertcie predyspozycje do obaw przed przywiązaniem, wewnętrzny niepokój i rozdarcie, które potem okazały się być przeszkodą na drodze powrotu Beckmanna do społeczeństwa. Borchert przedstawił w swoim dramacie problemy swojej własnej młodości. I tak podczas spotkania protagonisty z dziewczyną, doświadczenie erotycznego rozczarowania jest wzmocnione poprzez powiązania z kwestią ogólnego pytania o problem winy. Przygrywka Beckmanna w kabarecie staje się odbiciem dylematu zawodowego samego Borcherta. Będąc w potrzasku pojęcia prawdy, potrafił on przeciwstawić światu sztuki tylko własne doświadczenia. Postać Jednego z nich, potakiwacza, Rühmkorf sprowadzał po części do osobowości samego Borcherta, który do własnej, ciężkiej choroby do końca podchodził optymistycznie. Postulat o absolucie prawdy Beckmanna przypomina mu wymagania samego autora w stosunku do prawdy, wolności i miłości.
Także Reemtsma wskazywał w sztuce na młodzieńcze odczucia życiowe, które wyrażały się w egocentrycznym rozczulaniu się nad sobą oraz wywyższaniu własnego ja. Pytania Beckmanna o kierunki i powody są typowymi dylematami okresu dojrzewania, wyrażone w intonacji młodego człowieka. Formułując naiwne pytania oraz skargi, Beckmann wymaga jednocześnie, by był brany poważnie zarówno jako dziecko, jak i dorosły. W młodzieńczej mieszance przekory i zależności zwleka on z powrotem do świata. Jeden z nich zachęca go z pozornie dorosłej perspektywy do powrotu do społeczeństwa. Beckmann jednak jest sceptyczny w związku z jego złymi doświadczeniami i tęskni za utraconym rodzinnym bezpieczeństwem dzieciństwa.
Protagoniści w innych dziełach Borcherta znajdują się w porównywalnie podobnym osobistym kryzysie życiowym, wywołanym samotnością, obawami życiowymi, brakiem miłości i bezpieczeństwa. Przez to są oni mniej typowymi repatriantami w powojennych Niemczech, a bardziej prototypami ludzi w wewnętrznych trudnościach, przy czym nie szukają oni wyjścia z owego kryzysu, ale brną w pesymizm lub zwątpienie. Należą do generacji pozbawionej opieki, za wcześnie wyrzuconej z torów dzieciństwa, narzekających na los, który ciąży nad nimi. Podobnie jak Beckmann który ucieka od roli mężczyzny, tak pozostałe figury Borcherta są niezdolne do długofalowych związków i ciągle znajdują się w ucieczce. Jednak rzadko kiedy jego bohaterowie popadają w ostateczną rezygnację. I tak wyczerpany pułkownik Fischer z opowiadania Die lange lang Straße lang, będąc obciążonym podobną winą co Beckmann, nakazuje sobie samemu dalszy marsz w kierunku żółtego tramwaju, symbolizującego ludzką społeczność. W opowiadaniu Gespräch über den Dächern protagonista prowadzący dialog podejmuje decyzję o dalszym życiu „na przekór”. Z czystej przekory.

### Egzystencjalizm i psychoanaliza
Wraz z oddalającym się historycznym tłem, badania nad dramatem zaczęły koncentrować się na innych obszarach analizy, w szczególności jeśli chodzi o egzystencjalizm i filozofię. Amerykański germanista Karl S. Weimar wysuwał paralele do dramatu Jeana Paula Sarte’a Przy drzwiach zamkniętych. W zestawionym porównaniu 3 protagonistów z dzieła Sarte’a pozostaje uwięzionych w płaszczyźnie społecznej, podczas gdy Beckmann jest przez społeczeństwo odrzucony. W obu dramatach chodzi o to, że figury cierpią z uwagi na ich intersubiektywne pozycje w stosunku do innych ludzi, które to jednocześnie pragną ulepszyć. Wynikiem jest stan alienacji, celem poszukiwań egzystencjalne pojęcie autentycznej egzystencji.
W przeciwieństwie do egzystencjalnego humanizmu Sarte’a, który ma podbudowę ateistyczną, egzystencjalizm Beckmanna aż do monologu końcowego szuka pytań i odpowiedzi w stosunku do Boga. W tym kontekście Karl S. Weimar widział związki Borcherta z filozofią egzystencjalną Martina Heideggera. Próby otwarcia się Beckmanna na własny byt, odpowiadają koncepcji filozofa. Protagonista dąży do tego by nie być już należącym do masy, powracającym żołnierzem, ale indywidualnym bytem. Po tym jak zostaje wyrzucony przez Łabę, Jeden z nich stanowi dla niego swego rodzaju wezwanie sumienia, które pozornie kieruje go w stronę społeczeństwa, ale jednocześnie irytuje przez konieczność koncentracji na własnej osobie, z której to dopiero może wyłonić się indywidualność i droga do prawdziwego bytu. W kontekście znaczenia śmierci, Borchert oddala się ponownie od koncepcji Heideggera i zbliża do Sarte’a, jako że śmierć pozostaje dla Beckmanna rzeczą bezsensowną. Podobnie jak w Przy drzwiach zamkniętych, dramat Borcherta nie posiada pełnego zakończenia, ale przedstawia jedynie wycinek całego zdarzenia, który znajduje swoją kontynuację poza sztuką. Beckmann jest na końcu zdany na siebie, ale w przeciwieństwie do początku dramatu zdaje on sobie sprawę z własnego położenia. Tym sposobem oba dramaty kończą się w tonie zasadniczej nadziei, pomimo przeszłych i przyszłych rozczarowań.
Karl S. Guthke określił interpretację Weimara jako nazbyt głęboko idącą i zbyt filozoficzną jak na Borcherta. Dla Tennessee Williamsa Pod drzwiami stanowiło zryw do psychoanalitycznej dramaturgii w Niemczech. Amerykański germanista Donald F. Nelson wskazywał na głęboką psychologiczną analizę, w której figury sztuki nie są tylko klasyfikowane według typów, ale także według zakorzenionych w nieświadomości zbiorowej archetypów C.G Junga. Woda, reprezentowana przez Łabę, staje się dla niego matczynym elementem, jej niezgoda na samobójstwo Beckmanna przywołuje myśl o ponownym narodzeniu, a jego ostateczne poszukiwania łączą się z tęsknotą za powrotem do łona matki. Przy tym Nelson odcinał się jednak od zbyt przesadnego przywiązania Borcherta do własnej matki. A. Leslie Wilson twierdził, że cała sztuka jest traumatycznym przeżyciem topiącego się człowieka, gdzie zmieniona percepcja pod wodą przywołuje odgłosy zamkniętych drzwi. Bernd Balzer uważał, iż obie interpretacje przeszły z nizin rzeczywistości na płaszczyznę wyłącznie symbolicznego zrozumienia.

## Kontekst czasowy i literacki

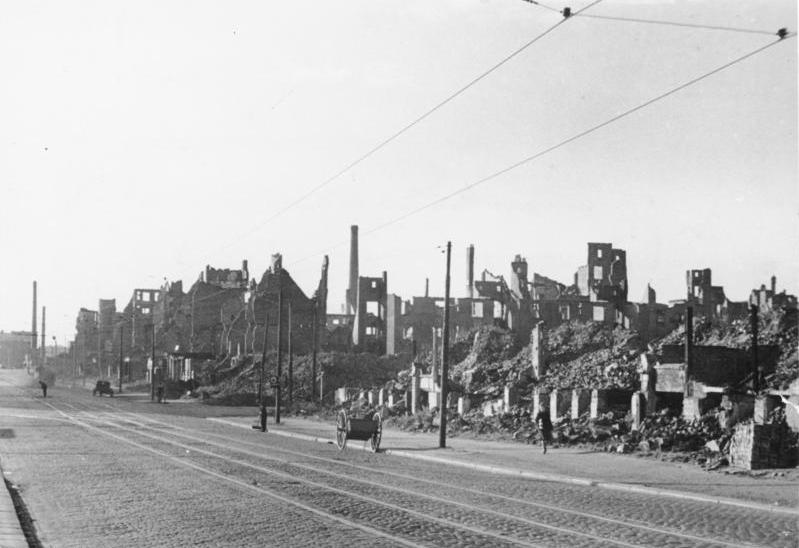
Zniszczenia w Hamburgu, mieście rodzinnym Borcherta

Koniec II wojny światowej był dla niemieckiej literatury „godziną zero”. Rozpad starego porządku, jak i miasta leżące w zgliszczach, zmusiły także twórców literackich do nowego początku i radykalnie zmienionych form wyrazu. Wszystkie te starania były potem określane literaturą zgliszcz, a opowiadania Borcherta idealnie wpisywały się w ową tradycję.
Jednak w przeciwieństwie do prozy i liryki, dramat nie zmienił się już w początkowych latach powojennych. Według Bernda Balzera biurokracja instytucji teatru skutecznie blokowała powstanie nowych kierunków. Na scenach między 1945 a 1946 rokiem były odgrywane w pierwszej linii sztuki zagraniczne. We wrześniu 1946 roku na łamach der Ruf Hans Werner Richter pytał: Dlaczego młodzi milczą? W związku z takimi oczekiwaniami w stosunku do całej generacji Borcherta, powstał dramat, który nadany po raz pierwszy w formie słuchowiska, był chwalony przez Ernsta Schnabela: Dlaczego młodzi milczą? Nie mają nic do powiedzenia? – Dzisiaj zapowiadamy słuchowisko Pod drzwiami Borcherta. Na tę sztukę wszyscy czekaliśmy. Hellmuth Karasek określił premiery sztuk Pod drzwiami Borcherta, Generał diabła Zuckmayera oraz Die Illegalen Günthera Weisenborna jako początek dramatu w powojennych Niemczech.
Los niemieckich jeńców i niewola wojenna repatriantów były po wojnie centralnymi tematami społecznymi, co znajdowało często odbicie w ówczesnej sztuce. Pod drzwiami stało w jednej grupie z wieloma podobnymi dziełami, związanymi z tematyką powrotu żołnierzy. I tak w zorganizowanym w 1946 roku przez Berliner Rundfunk konkursie na najlepsze słuchowiska, z 12 000 manuskryptów, najczęściej podejmowanym motywem był temat losu repatriantów. Odnośnie do innych prac dla czasopisma Theater der Zeit Fritz Erpenbeck pisał w 1947 roku: Największą cześć stanowią sztuki o tematyce aktualnej, koło połowy traktuje o powrocie repatriantów.

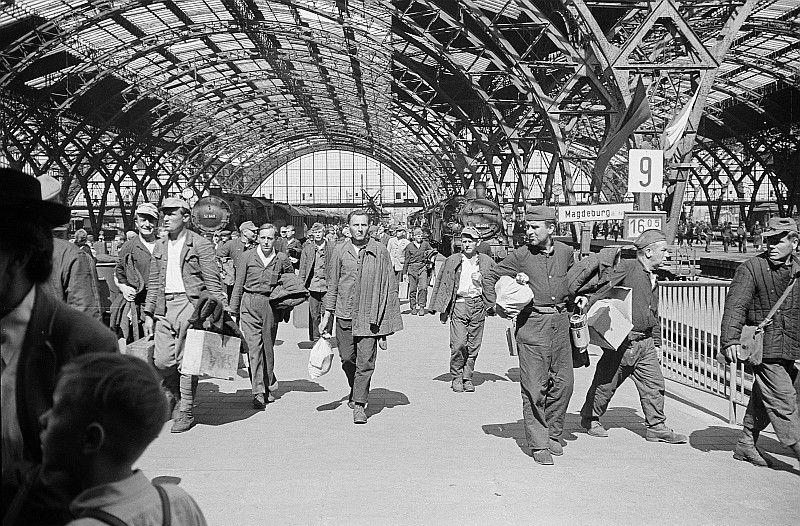
Repatrianci na dworcu w Lipsku, 1950 rok

Zdecydowana większość powojennych słuchowisk o tematyce powrotów wojennych w Niemczech była skoncentrowana na problemach sfery prywatnej, wraz z często występującym motywem zdrady małżeńskiej. Doświadczenia wojenne są w dużym stopniu przytłumione. Postać repatrianta była najczęściej przedstawiana na skraju społecznym, przez co z jej perspektywy uwidaczniała się wyalienowana percepcja teraźniejszości. Jednak w swojej krytyce społecznej dramat Pod drzwiami wychodził poza ramy ówczesnych sztuk. Punktami wspólnymi prac był częsty apel pedagogiczny oraz wyraźny zwrot w kierunku problemu moralności, który wyrażał się także w patosie Beckmanna. Pomimo wielu opracowań tematu, słuchowiska o repatriantach nie odbiły się dużym echem, podobnie jak większość sztuk teatralnych po 1945 roku. We wczesnych recenzjach dramat Pod drzwiami nie był analizowany w kategoriach współczesnej literatury, ale wiązany ze wcześniejszymi utworami, jak choćby z tragedią o powrocie do domu po I wojnie światowej pt. Der deutsche Hinkemann Ernsta Tollera. Sam Alfred Andersch, pisząc o dramacie Borcherta stwierdził, iż sztuka ta jest dokończeniem Woyzecka Büchnera. Bezpośrednia inspiracja dla dramatu autora, to według Helmuta Gumtau powieść Stalingrad Theodora Plivera, do której to Borchert napisał recenzję i której styl uwidaczniał się później w monologach dramatu.

## Powstanie

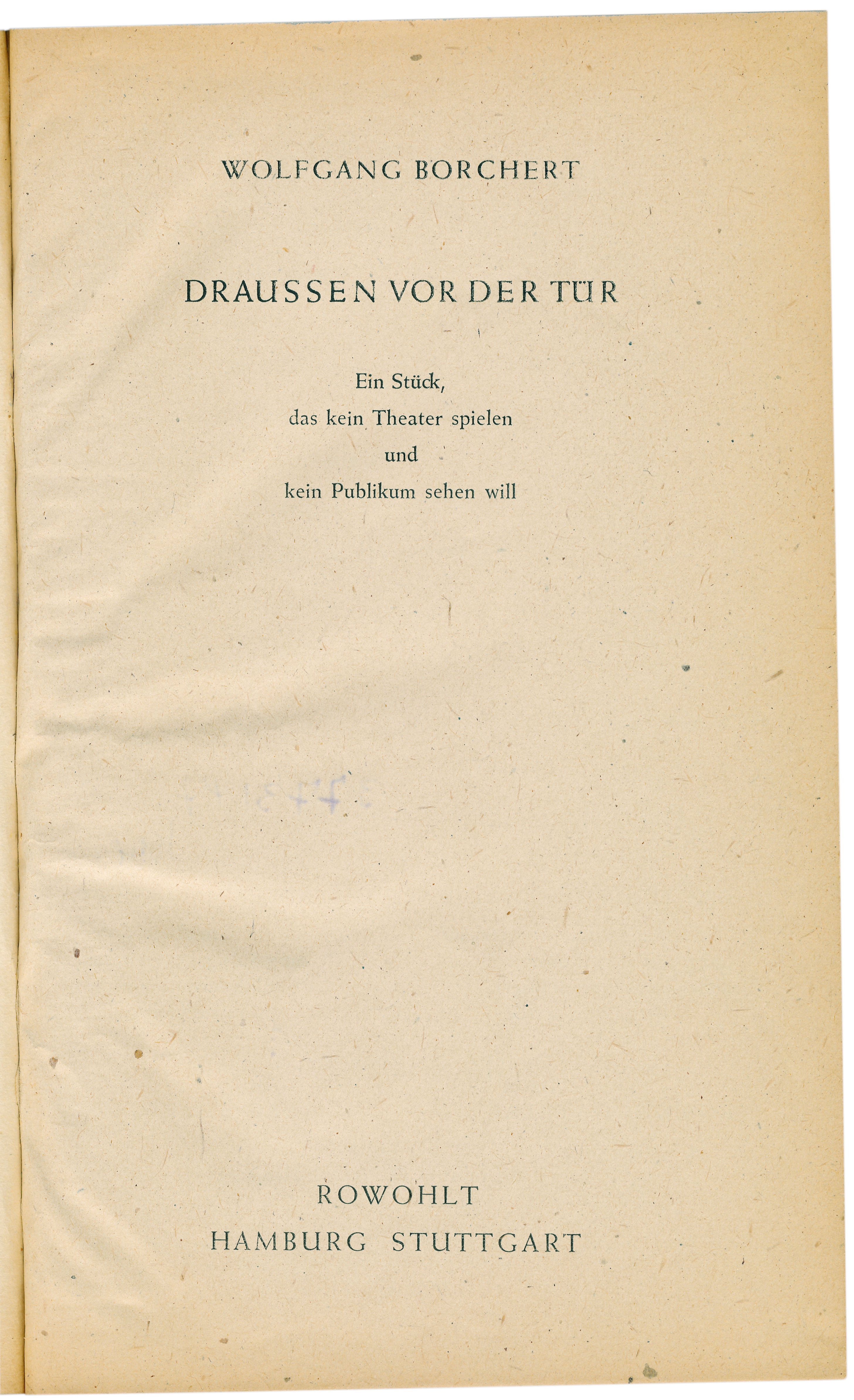
Strona tytułowa drukowanego manuskryptu

Mimo iż Borchert tworzył już wiersze w swojej młodości, a między 1938 a 1941 rokiem napisał 3 nieopublikowane dramaty, to widział siebie bardziej w roli aktora niż pisarza. Także po wojnie był to zawód, który Borchert podawał w formularzach. Jednak jego postępująca choroba wątroby, powstała w wyniku działań wojennych przeciwko ZSRR, jak i przez dwukrotne uwięzienie, nie pozwoliła mu na pracę w tym kierunku i zwrócił się on szybko w stronę literatury. W czasie choroby między styczniem 1946 roku a wyjazdem do szpitala w Bazylei we wrześniu 1947 roku, powstało ponad 50 tekstów prozatorskich, jak i dramat Pod drzwiami.
Dokładna data powstania dzieła jest nieznana. Peter Rühmkorf pisał o styczniu 1947 roku. Przyjaciel i wydawca Borcherta Bernhard Meyer-Marwitz wspominał o późnej jesieni 1946 roku, dodając: Borchert napisał sztukę w niecałe 8 dni. Materiał pochłonął go do tego stopnia, że nie miał on wglądu na samego siebie. Nie znalazł ukojenia, dopóki nie zostało dokonane ostatnie pociągnięcie pióra. Bez oczekiwań w stosunku do przyszłego wystawienia dramatu, Borchert nie zważał na formalne aspekty, jak i dramatyczne reguły. Po zakończeniu pracy ogarnęło go osłabienie, jednak jak tylko światło dzienne ujrzał napisany na maszynie manuskrypt, deklamował go podczas trzygodzinnego czytania swoim przyjaciołom. Nazwisko protagonisty pochodzi od przyjaciela Borcherta, rzeźbiarza Curta Beckmanna. Początkowa część dramatu nosiła tytuł Ein Mann kommt nach Deutschland (Mężczyzna wraca do Niemiec). Po znanym podtytule Sztuka, której nie zagra żaden teatr i nie obejrzy żaden widz autor nadał swojej pracy pragmatyczne motto: Zastrzyk nihilizmu sprawia często, że z czystego strachu znów powraca odwaga do życia. Zdanie to zostało później wykreślone w wydaniu drukowanym. Claus B. Schröder przypuszczał, że chodziło o uniknięcie pesymistycznego i prowokacyjnego efektu.
Mimo że Borchert skomponował dramat na potrzeby teatru, to jednak nie pojawił się on z początku na scenach, lecz w formie słuchowiska w radiu. Znajoma autora, która pracowała dla rozgłośni Nordwestdeutscher Rundfunk, przedłożyła manuskrypt redaktorowi słuchowisk Güntherowi Schnabelowi. Ten zainteresował projektem jego brata, dyrektora dramatycznego Ernsta Schnabela. To właśnie on zmienił tytuł sztuki na Pod drzwiami. Później wyjaśniał on, że tytuł Mężczyzna wraca do Niemiec brzmiał zbyt podobnie do filmu Ufa. Sam autor z chęcią przyjął wiadomość o dokonanej zmianie. Nagrania miały miejsce 2 lutego 1947 roku pod kierownictwem Ludwiga Cremera, a głos Beckmannowi dał Hans Quest. Słuchowisko trwało 79 minut i 15 sekund i zostało nadane po wstępie Ernsta Schnabela 13 lutego 1947 roku w audycji wieczornej. Ze względu na brak prądu, mieszkający w rodzinnym domu Borchert, nie mógł usłyszeć nagrania. Dopiero powtórka w NWDR była okazją do wysłuchania własnej sztuki. W liście do małżonki Ernesta Schnabela Gudrun pisał: Dla mnie było to spore przeżycie, kiedy to pierwszy raz mogłem usłyszeć moje słowa, w szczególności Hans Quest całkowicie odebrał mi mowę. Mało kto mógł to lepiej zrobić. Autor, jak i wykonawca darzyli się wzajemnie dużym szacunkiem. Borchert zadedykował Questowi wydanie dramatu Pod drzwiami, on sam odczytał w dniu śmierci autora jego tekst Dann gibt es nur eins! na antenie NWDR.
Po nadaniu słuchowiska Ida Ehre, założycielka i prowadząca teatr Hamburger Kammerspiele, zapoznała się z treścią dramatu. Jej redakcja była zachwycona: To jest coś dla teatru! Tekst zrobił na mnie niesamowite wrażenie. Razem z reżyserem Wolfgangiem Liebeneinerem odwiedziła chorego Borcherta i przekonała go do wystawienia w Hamburger Kammerspiele. Rola inscenizacji przypadła Hansowi Questowi. W liście Borchert udzielał także wskazówek co do rozpoczętych prac: Całość musi być odegrana bez żadnych przerw. Szybką zmianę scen, kiedy Beckmann nagle znajduje się sam na ulicy, można zainicjować przez pracę światłem i cieniem. Oczywiście nie może być żadnej scenografii, a na scenie mogą stać tylko meble.
Łącznie pojawiły się 3 wersje sztuki: Pierwotna autorska, która została nadana w NWDR w formie słuchowiska, oraz wersje książkowa i sceniczna. Podczas gdy ta pierwsza nie zachowała się, to pozostałe dwie różnią się od siebie w niektórych miejscach, szczególnie jeśli chodzi o scenę z panią Kramer. W opracowaniu na potrzeby słuchowiska brakuje jakichkolwiek odniesień do III Rzeszy, prześladowań Żydów czy winy ojca Beckmanna. Sam Borchert komentował ten fakt następująco: Wersje dla radia i sceniczna były identyczne. Opracowanie dla słuchowiska w Hamburgu zostało skrócone z powodów techniczno – programowych. Biograf Borcherta Helmut Gumtau dostrzegał jednak polityczne powody zmiany wersji radiowej i powoływał się na matkę autora, która twierdziła, iż manuskrypt syna wypadł znacznie mniej korzystnie niż wersja pierwotna z uwagi na amerykańską okupację. Opracowanie książkowe i sceniczne powstało w oparciu o wersję początkową, bez uwzględnienia zmian, zawartych w słuchowisku. To właśnie ona została przekazana na potrzeby teatru w czerwcu 1947 roku przez wydawnictwo Rowohlt w formie drukowanej jako manuskrypt, nie przeznaczony do sprzedaży. Drugi nakład ukazał się na rynku w maju 1948 roku. Już premiera w Hamburger Kammerspielen kierowała się tym opracowaniem, na której wzorowały się także późniejsze inscenizacje teatralne.
Po pierwszych sukcesach dramatu Borchert pozostawał krytyczny w stosunku do własnej sztuki. W liście do Henriego Govertsa przyznawał on, iż z własnej inicjatywy nigdy by nie przedłożył dzieła żadnemu wydawnictwu – właśnie dlatego że zdawało mi się ono zbyt niedojrzałe i niegotowe, by mogło się pojawić w formie książki. W innym liście pisał on: Nie chodzi mi o to żeby napisać dobrą sztukę. Powinna być ona tylko prawdziwa i żywa oraz wypowiadać to, co porusza dzisiaj młodych ludzi. Załączył on także interpretację dramatu: Na końcu Beckmann nie skacze do Łaby. Żąda odpowiedzi. Pyta o Boga. Pyta o miłość. Pyta o bliźnich. Pyta o sens życia na tym świecie. Nie dostaje odpowiedzi. Nie ma żadnej odpowiedzi. Samo życie jest odpowiedzią. A może znają państwo jakąś?. Krótko przez śmiercią w Bazylei oceniał on sukces sztuki w następujący sposób: To iż na kilku scenach moja sztuka będzie wystawiona jest czystym zakłopotaniem – co innego mieliby zresztą zrobić (…) Ponieważ moja sztuka jest tylko plakatem. Jutro nikt go nie będzie już widział.